# Charles Murray (politologue)
Pour les articles homonymes, voir Murray et Charles Murray.
Charles Alan Murray, né à Newton (Iowa) le 8 janvier 1943, est un politologue, essayiste et chroniqueur libertarien américain (libertarianisme de droite). Titulaire d'un Bachelor of Arts en histoire de l'Université Harvard et d'un PhD en sciences politiques du MIT, il est connu pour avoir travaillé pour le Peace Corps en Thaïlande et pour plusieurs ouvrages de théorie sociopolitique libertariens. Il a aussi été associé à des programmes de recherche pour le gouvernement américain et a défendu le principe d'un revenu de base universel.
Ses travaux et points de vue ont été très critiqués en ce qu'ils soutiennent, sans s'appuyer sur des preuves scientifiques que l'intelligence de l'enfant est un prédicteur plus fiable que le statut socio-économique des parents pour divers résultats individuels, et que les différences moyennes de coefficient intellectuel entre groupes ethniques sont en grande partie génétiques, un point de vue aujourd’hui discrédité par la science selon ses détracteurs ; il a aussi soutenu des vues considérées comme racistes et eugénistes, tout en recevant des soutiens (du think tank libertarien American Enterprise Institute notamment) pour certaines de ses recherches.

## Points de vue politiques
Murray est identifié aux Etats-Unis comme nationaliste blanc 73, conservateur,,, promoteur du libertarianisme de droite, et d'extrême droite,,,. Il fait partie des libertariens ayant suggéré ou défendu l'idée d'un revenu de base universel aux Etats-Unis, pour les gens qui travaillent dur ou montrent qu'ils "font de leur mieux" (« Je veux donner aux gens un revenu de base, de sorte que si vous travaillez dur, faites de votre mieux, vous pouvez non seulement survivre, mais vous pouvez avoir une vie décente. »).

## The Bell Curve
Il est co-auteur, avec Richard Herrnstein, de The Bell Curve. Intelligence and Class Structure in American Life, un livre paru en 1994, qui développe la thèse que les études sur la société américaine ne prennent pas suffisamment en compte le facteur intelligence. Ce livre a provoqué de vives polémiques.

## Théories racistes
Murray a introduit ainsi l'un de ses ouvrages : « Un grand nombre de Blancs bien intentionnés craignent d’être des racistes cachés, et ce livre leur dit qu’ils ne le sont pas. Cela va les faire se sentir mieux à propos de choses qu’ils pensent déjà mais ne savent pas comment dire ».
Dans The Bell Curve, aux chapitres 13 et 14, Murray et son co-auteurs affirment qu'il existe des différences persistantes entre noirs et blancs ou asiatiques en matière de race et d'intelligence et qu'il en existe en matière de genre, reprenant l'affirmation, selon Murray non controversée à l'époque (ou 20 ans plus tard) que « la capacité cognitive mesurée par les tests de QI est héréditaire, quelque part entre 40 % et 80 % [pp. 105-110], et que l’héritabilité a tendance à augmenter avec l’âge ». Ce n’était pas une déclaration scientifiquement controversée lorsque nous l’avons écrite ; que le président Sands pense qu’il a été discrédité en 2016 est incroyable.. L'introduction du chapitre 13 affirme que « le débat sur la question de savoir si et dans quelle mesure les gènes et l'environnement ont à voir avec les différences ethniques reste non résolu » ; « il nous semble très probable que les gènes et l'environnement ont tous deux quelque chose à voir avec les différences ethniques ». » affirment les auteurs, contredisant ainsi le consensus scientifique alors contemporain (et ultérieur) des chercheurs qui dans leurs études n'observent pas de disparités raciales en matière de niveau d'éducation ou d'intelligence mesurée explicables par des différences génétiques entre les groupes, mais explicables par des différences socioculturelles d'accès des enfants à l'éducation,,,,,,,,.
En se basant sur les affirmations faites par Murray dans ce livre The Bell Curve, le Southern Poverty Law Center a qualifié Murray de « nationaliste blanc », jugeant également que ses idées sont enracinées dans l'eugénisme.

Murray s'en est défendu, sur le site du think tank libertarien American Enterprise Institute (AEI pour qui Murray écrit), estimant être injustement régulièrement classé comme nationaliste blanc, suprémaciste blanc, raciste et sexiste par le SPLC ; Murray y reconnait avoir affirmé et écrit qu'il existe une « supériorité intellectuelle », mais il dit avoir limité cette affirmation à « certaines compétences spécifiques, pas à la capacité intellectuelle globale », avec même une « reconnaissance explicite de la supériorité intellectuelle féminine dans d’autres compétences spécifiques », et sans se limiter aux hommes blancs en particulier. Quant à l’affirmation selon laquelle les hommes blancs sont « psychologiquement et moralement supérieurs » ; et oui « il veut se débarrasser de l’État-providence et de la discrimination positive », mais c'est par ce qu'il « croit que les déficiences cognitives et de personnalité contribuent aux résultats sociaux et économiques » et il affirme être « silencieux sur la partie "innée" » ; mais Francis Wheen a résumé les arguments de Murray comme suit : {{Citation[Les Noirs sont plus stupides que les Blancs : ils l'ont toujours été et le seront toujours. C'est pourquoi ils ont moins de réussite économique et sociale. Puisque la faute réside dans leurs gènes, ils sont condamnés à être au en bas du paque, maintenant et pour toujours}}.

## Soutiens, récompenses
En 2009, l’AEI a décerné à Murray le Prix Irving-Kristol  pour un travail jugé exemplaire par l'American Enterprise Institute (ou AEI, l'un des principaux think tanks du réseau mondial libertarien de droite Atlas Network).
Près de 10 ans plus tard, et après 30 ans de collaboration à l'AEI (en 2018), Murray, retraité, y est devenu chercheur émérite dans une chaire baptisée Chaire émérite F. A. Hayek en études culturelles crée à l'AEI.

## Biographie

### Formation
- Université Harvard
- Massachusetts Institute of Technology
- Harvard College

## Récompenses et distinctions
- Prix Irving-Kristol (2009)
- Prix Kistler (2011)